# Torre del Palo
La Torre del Palo es uno de los torreones del recinto defensivo de la muralla de Daroca. Fue declarada monumento nacional junto con el resto del conjunto de fortificaciones de Daroca en resolución: 03/06/1931 Publicación: 04/06/1931. 

## Descripción
La torre del Palo se encuentra situada en el cerro de San Jorge, formando parte del perímetro del Castillo de San Jorge. Situada al sur de Daroca. Se trata de un torreón de mampostería, de planta circular muy amplia y que actualmente se encuentra muy rebajado en altura. Solo se conserva su base y fue modificado en el siglo XIX, durante las guerras carlistas.
Hacia el año 1900 se encontraba íntegro, pero en estos momentos se encuentra muy deteriorado y aislado, si bien a escasos metros quedan vestigios de paños de la muralla, todos ellos construidos en tapial, muy degradados.